# 番红报春
番红报春（学名：Primula crocifolia）为报春花科报春花属下的一个种。

## 扩展阅读
- 維基物種上的相關：番红报春